# حامل الأيون

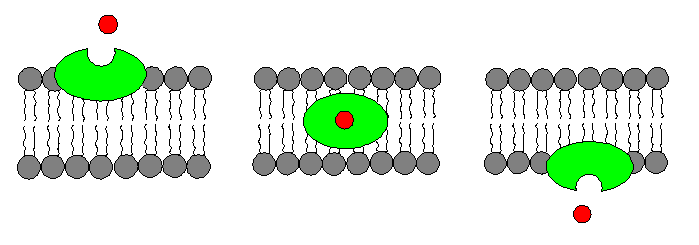
حامل الإيونات

حامل الأيون  أو الحامل الأيوني  هو نوع كيميائي قادر على الارتباط بالأيونات والتخلي عنها. توجد حاملات الأيون في الجسم على شكل جزيئات قابلة للذوبان في الدهون عادة ما يتم صنعها بواسطة الكائنات الدقيقة لنقل الأيونات عبر الطبقة الدهنية الثنائية الموجودة في غشاء الخلية.
هناك نوعان من حامل الايون:
1. مركبات كيميائية,[4] التي تربط بالإيون بوجه الخصوص، وتقوم بحماية شحنته من البيئة المحيطة، وبالتالي تيسير عبورها من غشاء الخلية.
2. مشكل القنوات[5] والتي تدخل الإيونات مع فتحات محب للماء, وبذلك تسمح للإيونات بالعبور وتجنب الاحتكاك مع الغشاء.